# Vue de Florence depuis San Miniato
 (juin 2024).
Si vous disposez d'ouvrages ou d'articles de référence ou si vous connaissez des sites web de qualité traitant du thème abordé ici, merci de compléter l'article en donnant les références utiles à sa vérifiabilité et en les liant à la section « Notes et références ».
Vue de Florence depuis San Miniato – en anglais View of Florence – est un tableau réalisé par le peintre américain Thomas Cole en 1837 dans l'État de New York. Cette huile sur toile est un paysage urbain qui représente Florence depuis la basilique San Miniato al Monte. Exécutée à partir d'une esquisse au crayon prise en Italie en 1831, l'œuvre est conservée depuis 1961 par le Cleveland Museum of Art, à Cleveland, dans l'Ohio.